# アカプルコの出来事
『アカプルコの出来事』（アカプルコのできごと、Love has Many Faces）は、1965年のアメリカ合衆国の映画。アレクサンダー・シンガー監督の作品で、出演はラナ・ターナーなど。主題歌をナンシー・ウィルソンが歌い、ラナ・ターナーの服はイーディス・ヘッドがデザインした。

## キャスト
※括弧内は日本語吹替（初回放送1972年8月27日『日曜洋画劇場』21:00-22:56）
- キット・ジョーダン：ラナ・ターナー（武藤礼子）
- ピート・ジョーダン：クリフ・ロバートソン（広川太一郎）
- ハンク・ウォーカー：ヒュー・オブライエン（家弓家正）
- マーゴット・エリオット：ルース・ローマン（寺島信子）
- チャック・オースティン：ロン・ハスマン（井上真樹夫）
- キャロル・ランバート：ステファニー・パワーズ（鈴木弘子）
- アイリーン・タルボット：ヴァージニア・グレイ（前田敏子）
- リッカルド・アンドラーデ：エンリケ・ルセロ
- ドン・ジュリアン：カルロス・モンタルバン
- マヌエル・ペレス：ハイメ・ブラボー
- マリア：ファニー・シラー（稲葉まつ子）
- ラモス：ルネ・デュペイロン

## スタッフ
- 監督：アレクサンダー・シンガー
- 製作：ジェリー・ブレスラー
- 脚本：マーガリット・ロバーツ
- 撮影：ジョセフ・ルッテンバーグ
- 美術：アルフレッド・スイーニー
- 音楽：デイヴィッド・ラクシン
- 編集：アルマ・マックローリー